# دهستان حومه (بوشهر)
دهستان حومه نام دهستانی در بخش مرکزی شهرستان بوشهر، استان بوشهر در ایران است.

## جمعیت
براساس سرشماری مرکز آمار ایران در سال ۱۳۹۵، جمعیت آن ۷۱۳۹ نفر بوده‌است.